# Cantonul Treffort-Cuisiat
Cantonul Treffort-Cuisiat este un canton din arondismentul Bourg-en-Bresse, departamentul Ain, regiunea Rhône-Alpes, Franța.

## Comune
| Comune                | Populație (1999) | Cod poștal | Cod INSEE |
| --------------------- | ---------------- | ---------- | --------- |
| Chavannes-sur-Suran   | 666              | 01250      | 01095     |
| Corveissiat           | 572              | 01250      | 01125     |
| Courmangoux           | 503              | 01370      | 01127     |
| Germagnat             | 148              | 01250      | 01172     |
| Meillonnas            | 1.325            | 01370      | 01241     |
| Pouillat              | 85               | 01250      | 01309     |
| Pressiat              | 222              | 01370      | 01312     |
| Saint-Étienne-du-Bois | 2.457            | 01370      | 01350     |
| Treffort-Cuisiat      | 2.118            | 01370      | 01426     |